# Тхамват

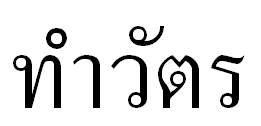

Тхамват (тайск. ทำวัตร , от ทำ (тхам) - делать, วัตร (ват) - обычай) — ежедневная утренняя и вечерняя буддийская монашеская церемония декламации текстов Монпхитхи в Таиланде.
Утренний тхамват (тхамватчау):
- Ратанаттая вандана.
- Ратанаттая панама гатха — строфы приветствия Трём драгоценностям.
- Самвега парикиттана гатха — фрагмент о воспитании бесстрастности.
- Тамкханика паччавеккхана видхи — размышления об использовании монашеских принадлежностей.
- Дхатупатикула паччавеккхана видхи — размышления о непривлекательности.
- Паттидана гатха — посвящение заслуг.